# Національне рейтингове агентство Рюрік
Національне рейтингове агентство Рюрік — українське рейтингове агентство, одне з уповноважених рейтингових агентств України.

## Предмет діяльності
Предметом діяльності НРА «Рюрік», згідно з його статутом, є рейтингування (визначення кредитних рейтингів позичальників та їхніх окремих боргових інструментів) та надання інформаційно-аналітичних і консультаційних послуг у сфері рейтингування. Його рейтинги, нарівні з провідними міжнародними агентствами, використовуються для оцінки ринку цінних паперів в Україні

## Історія
Агентство було утворено 14 грудня 1994 р. шляхом реорганізації інвестиційно-фінансової компанії «Рюрік», яка на той час була професійним учасником фінансового ринку.
Зі схваленням Кабінетом Міністрів України «Концепції створення системи рейтингової оцінки регіонів, галузей національної економіки, суб'єктів господарювання» 1 квітня 2004 року було прийнято рішення зосередитись виключно на оцінці кредитоспроможності (надійності) і рейтингуванні українських підприємств, організацій та їхніх боргових інструментів у ролі Національного рейтингового агентства.
До Державного реєстру уповноважених рейтингових агентств було включено 07 квітня 2010 р. відповідно до рішення комісії з цінних паперів та фондового ринку № 385.
Станом на кінець вересня 2016 року НРА «Рюрік» підтримувало 25 довгострокових кредитних рейтингів: 8 довгострокових кредитних рейтингів боргових інструментів та 17 довгострокових кредитних рейтингів позичальників, здебільшого — банків.